# Lijst van circusnummers

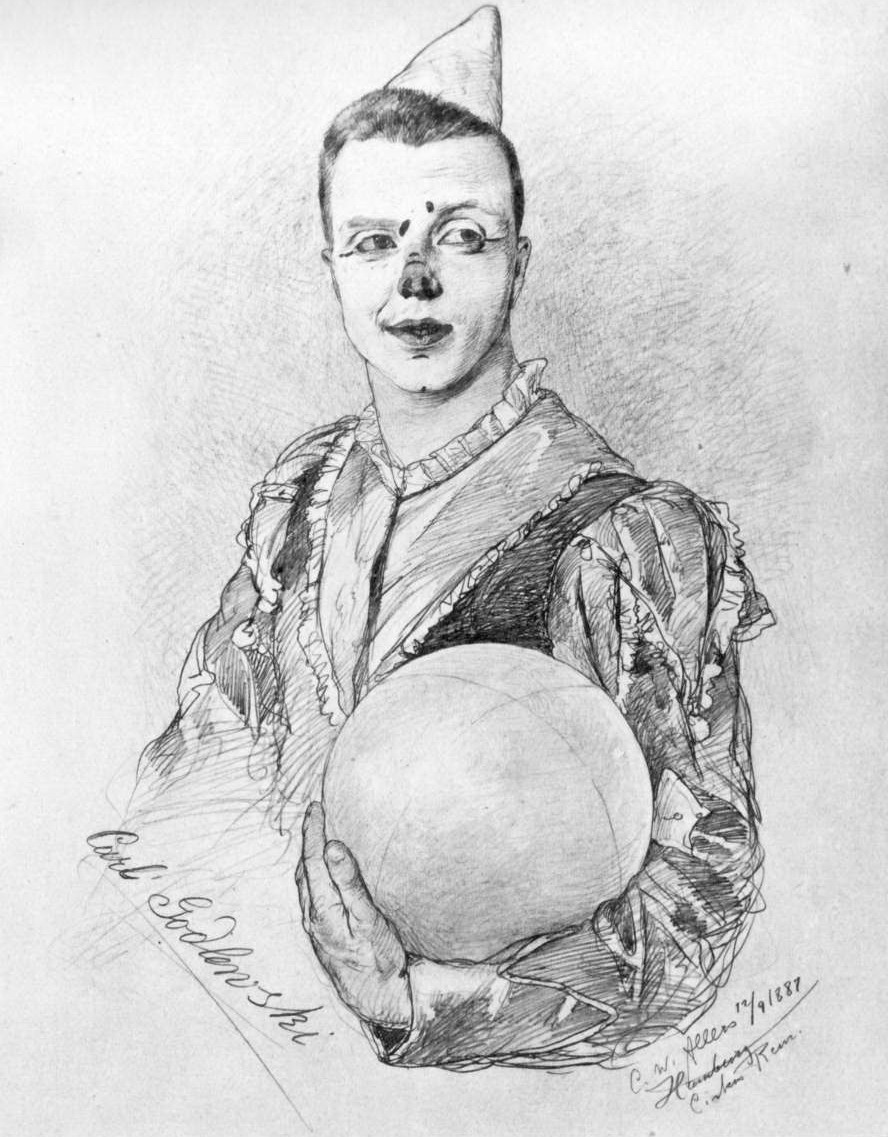
Carl Godlewski als clown in Circus Renz, 1887

Deze lijst van circusnummers geeft aan welke disciplines er zoal in een circusvoorstelling worden beoefend.

## ACROBATIEK
Verzamelnaam voor diverse disciplines. Er wordt onderscheidt gemaakt tussen luchtacrobatiek en acrobatiek op de grond.
Acrobatiek op de grond
- Adagio Acrobatiek - Een slow-motion vorm van parterre-acrobatiek
- Arabieren - Acrobatische springgroep die typisch Arabische folklore sprongen en piramides toont.
- Batoude - Acrobatische sprongen over meerdere mensen, dieren of objecten.
- Cascade - Komische acrobatiek waarbij de gekste sprongen worden gemaakt, maar de acrobaat veilig en goed weet te landen, als is dit op zijn gat of zij.
- Chinese Mast - Een gefixeerde mast of masten waarin geklommen wordt en waaraan tricks getoond worden.
- Cyr wiel - Een cirkel waarin en waarop een acrobaat over de grond rolt. Een enkel Rhönrad. Frans: Roue Cyr
- Hoepelspringen
- Hoelahoep
- Levende Standbeelden (zie adagio acrobatiek)
- Parterre-Acrobatiek - Acrobatiek op de grond
- Rekacrobatiek - Acrobatiek aan en op een rek. Vergelijkbaar met de rekstok in de turnsport. Soms hangt een rek ook hoog onder de circuskoepel, dan valt het onder de luchtacrobatiek.
- Rhönrad
- Russische barre - Stang van fiberglas gebalanceerd op de schouders van twee ondermannen vanaf waar een acrobaat sprongen maakt om vervolgens weer veilig op de stang te landen.
- Russische schommel - Een schommel vanaf waar acrobaten de lucht in gelanceerd worden om na een trick veilig te landen. Soms ook in een dubbele variant waarbij van schommel naar schommel gesprongen wordt.
- Slangenmens - Flexibele acrobaat die het lichaam in de meest verbazingwekkende positie weet te vouwen.
- Springplank (Frans: Bascule | Duits: Schleuderbrett | Engels: Teeterboard) - Act van een groep waarbij acrobaten via een soort van wip in de lucht gekatapulteerd worden, tijdens de vlucht een acrobatische trick uitvoeren en vervolgens landen op een springmat of de schouders van een collega om zo een pyramide te vormen.
- Trampoline - Er zijn diverse vormen van acrobatische acts met een trampoline.
- Vatspringen - Tegenwoord zeer zeldzame act waarbij acrobaten in van vat naar vat springen. Soms over hindernissen.

Luchtacrobatiek
- Duo-Trapeze - Act van twee artiesten die werken aan één trapeze.
- Haarhang - Act waarbij een artiest al hangende aan het eigen haar opgehesen wordt en tricks vertoont.
- Hang Perche
- Rad des Doods
- Roterende ladder
- Solo-Trapeze - Trapezestok waaraan slechts 1 persoon werkt kan als Statische Trapeze (stilhangend) of als Swungtrapeze (heen en weer schommelend) gebracht worden.
- Strapaten - Soort van spanbanden met aan het uiteinde twee lussen. Hieraan worden diverse acrobatische tricks getoond.
- Swungseil - Dik touw dat aan beide uiteinden is opgehangen. Hieraan wordt in Swung (al heen en weer schommelend gewerkt).
- Verticale koord (ook: Corde Lisse) - Een verticaal hangend touw waarin diverse tricks getoond worden.
- Vliegende Trapeze - Trapezeact waarbij artiesten direct onder de circuskoepel van trapeze naar trapeze springen of van trapeze naar een vanger.
- Washington Trapeze - Zware trapeze waarop voornamelijk balanskunsten worden vertoond. Zowel in stilstand als in swung.

## Clownerie
Er zijn diverse soorten clownerie die in het circus getoond worden. Overigens is het karakter met de rode haren en rode neus geen clown maar een august. De clown is het serieuze karakter met het wit geschminkte gezicht en het zwaar gepailletteerde kostuum, de aangever van de august of augusten.
- Clown-entree - een opzichzelfstaande act van een trio of duo waarbij de wisselwerking tussen august en clown op de lachspieren dient te werken.
- Mime-clowns - Clowns die zonder woorden hun act brengen.
- Muzikale-clowns entree - act van een duo of trio waarin voornamelijk muziek gemaakt wordt, veelal op meerdere instrumenten.
- Reprise Clown - Clown die korte intermezzo's brengt terwijl in de manege rekwisieten gewisseld worden voor de volgende artiest(en).

## Dressuur
Getrainde dieren die tricks tonen.
Toegestaan in Nederland:
- Boerderijdieren (Geiten, Kippen, Koeien, Schapen, Varkens)
- Dromedarissen
- Duiven
- Honden
- Katten
- Kamelen
- Lama's
- Papegaaien

Niet meer in Nederland in het circus optredend toegestaan zijn o.a.:
- Diverse Exoten als: Giraffen, Neushoorns, Nijlpaarden, Zebra's
- Olifanten
- Roofdieren (Leeuwen, tijgers, etc.)
- Zeeleeuwen

Paarden
Het circus met een piste en manege komt voort uit het presenteren van paardendressuur. Paarden zijn in Nederland toegestaan om te werken en te leven in het circus.
In het circus zijn er diverse disciplines met paarden:
- Ballerina te paard - Act waarbij een ballerina op de rug van een galopperend paard sierlijke figuren en sprongen toont.
- Groot en Klein - Act met een kleine pony en een groot paard die samen figuren lopen.
- Hoge School - Act waarbij een bereden paard passen uitvoert. Vergelijkbaar met de Olympische Sport Dressuur.
- Hongaarse Post - Paardenact waarbij een rijder staand op twee paarden die naast elkaar lopen barrières springt en vervolgens de lange teugels pakt van paarden welke in volle vaart tussen zijn benen (en de paarden waarop hij staat) doordenderen.
- Jongleur te paard - Jongleur die zijn tricks toont op de rug van een galopperend paard.
- Jockey Act - (zie Voltige)
- Kozakkenact - Acrobatische Folklore act te paard welke zijn oorsprong vindt bij de kozakken.
- Pas-de-Deux - Act waarbij een acrobaat op twee rondstappende of dravende paarden staat terwijl een collega op zijn schouders sierlijke figuren toont.
- Tandem Hoge School - Act waarbij één berijder op één paard via teugels twee paarden die achter elkaar lopen dezelfde hoge school passen laat verrichten.
- Voltige - Acrobatiek te paard.
- Vrijheidsdressuur - Act waarbij de trainer de paarden figuren laat lopen op basis van stemcommando's i.c.m. toucheren en dirigeren met een chambrière.

## Evenwichtskunsten
Disciplines waarbij het draait om het houden van de balans. Soms passend in zowel het genre acrobatiek als evenwichtskunst.
Ballopen
- Ballopen - al staande op een ronde bal jongleren of andere tricks verrichten.
- Rollende kogels - hierbij wordt door meerdere artiesten al lopende op een bal/kogel een hoge steile stellage op- en afgerold.

Koorddansen
- Bungee draad - Elastisch koord waarop gelopen wordt en waarop diverse springen gemaakt worden.
- Hoge draad (Frans: Funambule | Engels: High Wire) - strak gespannen staalkabel op grote hoogte waarop tricks getoond worden.
- Slappe draad - Slap hangende draad van ca. 1 tot 3 meter hoogte waarop gelopen wordt en balans tricks getoond worden.
- Strakke draad - Strak gespannen kabel op ca. 1,5 tot 3 meter hoogte waarop gelopen wordt en balans tricks getoond worden.

Verdere evenwichtsdisciplines:
- Equilibrisme
- Ladderbalance
- Perche Acrobatiek - Een lange stang wordt door een onderman gebalanceerd in een riem of op het schouder of het hoofd terwijl in de top van de stang een collega handstanden en andere tricks toont.
- Rola Rola - act waarin een artiest op een plankje op een rollende cilinder balanceert. Vaak opgevoerd met als slot-apotheose een ogenschijnlijk onmogelijke stapel van plankjes en cilinders waarop gebalanceerd wordt. Vaak door mensen die niet uit het circus komen ook Rola Bola genoemd.
- Vrijstaande ladder

## Fietsacrobatiek
- Eenwielers
- BMX - Moderne fietsacrobatiek waarbij sprongen gemaakt worden op BMX-fietsen
- Fietsacrobatiek - Acrobatiek en het vormen van piramides op "normale" tweewielers.

## Jonglage
Er zijn diverse circusdisciplines die vallen onder jonglage.
- Antipode - Hierbij wordt al liggende op een trinka met de voeten gejongleerd.
- Bounce jonglage - Hierbij worden de ballen of ander objecten niet opgegooid en opgevangen, maar gestuiterd en weer opgevangen.
- Contactjonglage - Hierbij worden object bewogen terwijl ze (vrijwel) constant in contact blijven met het lichaam.
- Devil Sticks
- Diabolo
- Gentlemen Jongleur - Act waarin de jongleur in frack met hoge hoed op jongleert met objecten als sigaren, sigarenkistjes, hoge hoeden en biljartkeuen.
- Icarische Spelen - verwant aan antipode maar in plaats van met object wordt er met een collega gejongleerd die diverse sprongen uitvoert om weer veilig op de voeten van de onderman te landen.
- Krachtjonglage - Hierbij wordt gejongleerd met zware objecten als kanonskogels, autobanden en/of grote granaathulzen.

## Overige Disciplines
- Fakir
- Lassodraaien
- Levende Kanonskogel - Persoon die zich uit de loop van een kanon laat schieten.
- Magie (Goochelen, Illusies, Kostuumillusies)
- Messenwerpen
- Motorglobe
- Scherpschieten
- Vuurspuwen en vuurvreten
- Zweepslaan